# Cassini Regio

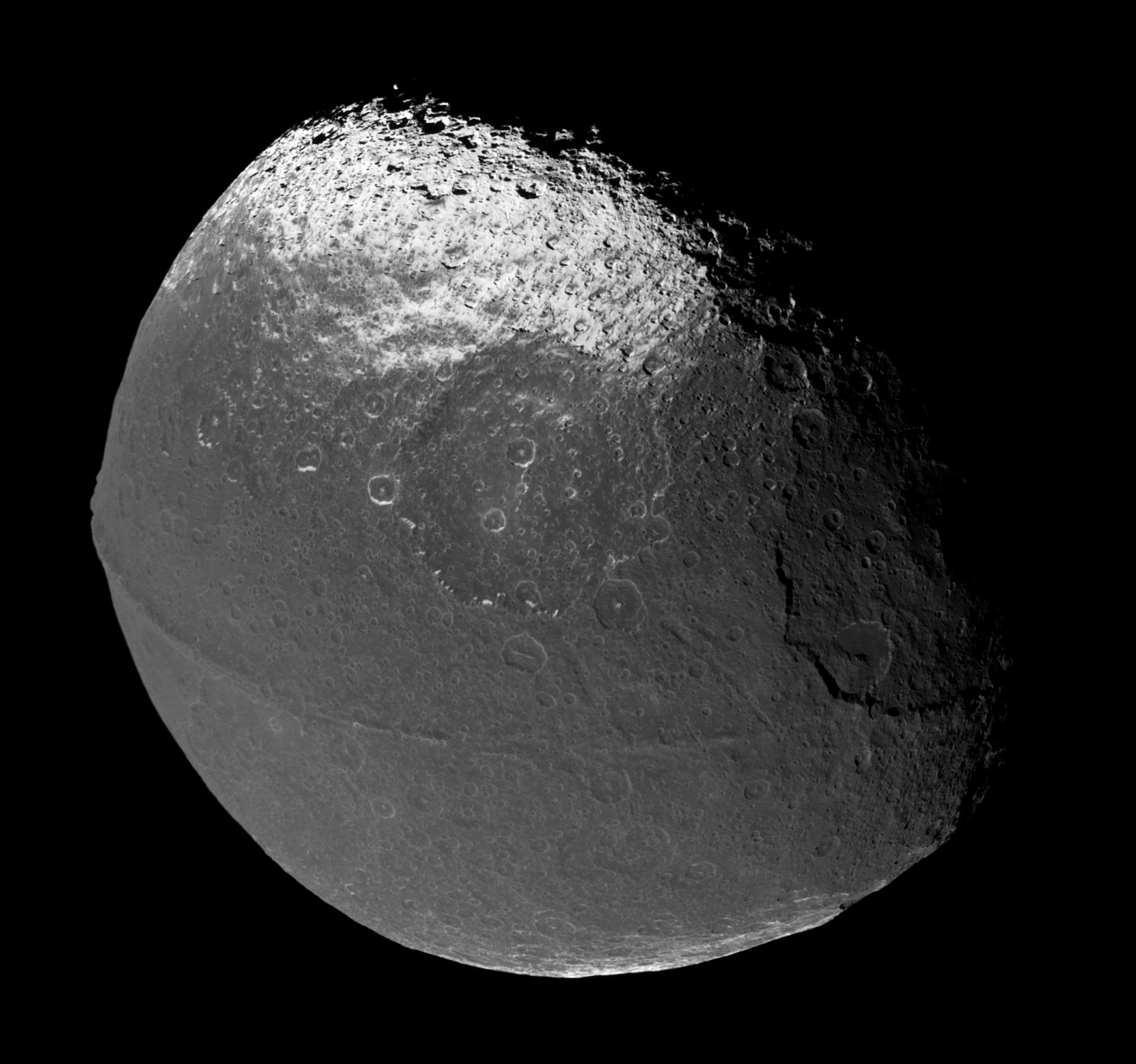
Fotomozaic cu imagini Cassini făcute de la, care arată întunecatul Cassini Regio, cratere mari și creasta ecuatorială recent descoperită

Cassini Regio (adjectiv Cassinian)  este zona întunecată enigmatică care acoperă jumătatea anterioară a satelitului Iapetus al lui Saturn. Este numit după Giovanni Cassini, descoperitorul lui Iapetus; „Regio” este un termen folosit în geologia planetară pentru o zonă mare care este puternic diferențiată ca culoare sau albedo de împrejurimile sale. Jumătatea mai strălucitoare a lui Iapetus este compusă din Roncevaux Terra și Saragossa Terra.
Natura materialului care a cauzat decolorarea extensivă a Cassini Regio nu este cunoscută, dar pare a fi destul de subțire. Poate fi rezultatul criovulcanismului, a unei stropiri de material din sateliții exteriori sau a reziduurilor lăsate de sublimarea gheții mai strălucitoare.
În decembrie 2004, o imagine realizată de sonda Cassini a NASA a arătat că o creastă lungă de 1.300 kilometri (810 mi) cu munții înalți de 20 kilometri (12 mi) trece prin centrul lui Cassini Regio, urmând aproape perfect ecuatorul lui Iapetus. Originea acestei forme de relief extrem de neobișnuite este încă necunoscută.
Cassini a finalizat un zborul de la 1.000 kilometri (620 mi) al lui Iapetus în septembrie 2007, iar imaginile transmise de acesta ajută la clarificarea naturii lui Cassini Regio. Pentru mai multe detalii, vezi articolul principal despre Iapetus.